# San José Pinula
San José Pinula är en kommunhuvudort i Guatemala.   Den ligger i departementet Guatemala, i den centrala delen av landet, 15 km sydost om huvudstaden Guatemala City. San José Pinula ligger 1 750 meter över havet och antalet invånare är 47 247.
Terrängen runt San José Pinula är huvudsakligen kuperad, men åt nordost är den bergig. Runt San José Pinula är det ganska tätbefolkat, med 185 invånare per kvadratkilometer. Närmaste större samhälle är Guatemala City, 15,2 km nordväst om San José Pinula. I omgivningarna runt San José Pinula växer i huvudsak städsegrön lövskog.